# Сан Поло дей Кавалиери
Вижте пояснителната страница за други значения на Сан Поло.
Сан По̀ло дей Кавалиѐри (на италиански: San Polo dei Cavalieri) е малко градче и община в Централна Италия, провинция Рим, регион Лацио. Разположено е на 651 m надморска височина. Населението на общината е 3060 души (към 2012 г.).